# 신기영

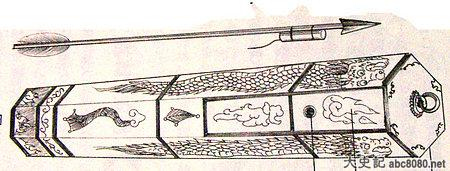
신기영의 화약무기

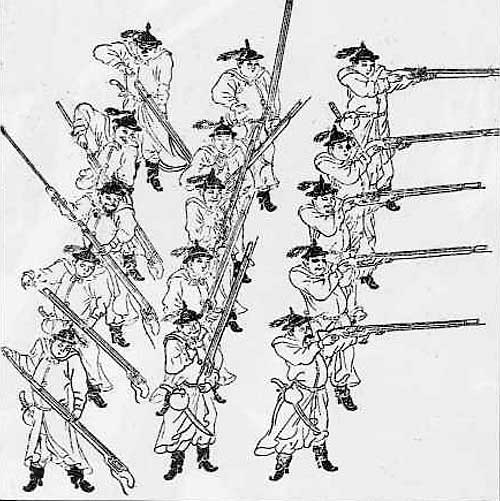
《화룡경》(火龍經)에 묘사된 명나라의 조총 부대

신기영(神機營)은 명나라 시대에 베이징 주변에 위치했던 3개의 정예 군부대들 중 하나로, 화약 부대, 궁수 부대 등 다양한 이름으로도 불렸다.  영락제의 재위 시기에 처음으로 창설되어 화기를 이용한 전투에 특수화하였다.

## 같이 보기
- 명군
- 청군